# 峪口乡 (佳县)
峪口乡是中国陕西省榆林市佳县下辖的一个乡。

## 行政区划
峪口乡下辖以下行政区：
峪口居委会、峪口村、谭家坪村、任家畔村、南河底村、张西畔村、大页里峰村、小页里峰村、叨同圪塔村、李家寨村、赵家坬村、秦梁村、史家沟村、玉家沟村、李文村、马家渠村、十字坬村、王家渠村、郭家畔村、冯家山村、陈家坬村、岳家坡村、张家山村、陈家沟村